# 4335 Verona
A 4335 Verona (ideiglenes jelöléssel 1983 VC7) a Naprendszer kisbolygóövében található aszteroida. Cavriana fedezte fel 1983. november 1-én.